# Welyka Beresowyzja
Welyka Beresowyzja (ukrainisch Велика Березовиця; russisch Великая Березовица Welikaja Beresowiza, polnisch Berezowica Wielka) ist eine Siedlung städtischen Typs im Rajon Ternopil der Oblast Ternopil im Westen der Ukraine.

Kirche im Ort

Der Ort liegt etwa fünf Kilometer südlich der Oblast- und Rajonshauptstadt Ternopil am Fluss Seret.

## Geschichte
Der Ort wurde 1474 zum ersten Mal schriftlich erwähnt, lag zunächst in Polen und kam 1772 als Berezowica Wielka zum damaligen österreichischen Kronland Galizien.
Nach dem Ende des Ersten Weltkrieges kam der Ort zur Polnischen Republik (in die Woiwodschaft Tarnopol, Powiat Tarnopol), wurde im Zweiten Weltkrieg 1939 bis 1941 von der Sowjetunion und dann bis 1944 von Deutschland besetzt und hier in den Distrikt Galizien eingegliedert.
Nach dem Ende des Krieges wurde der Ort der Sowjetunion zugeschlagen, dort kam das Dorf zur Ukrainischen SSR und ist seit 1991 ein Teil der heutigen Ukraine. Am 16. Mai 1986 wurde dem nunmehr Welikaja Beresowiza/Welyka Beresowyzja genannte Ort der Status einer Siedlung städtischen Typs verliehen.
Die Entwicklung des Ortes wurde stark durch den Bau eines Bahnhofs an der Lokalbahn Tarnopol–Kopyczyńce im Jahre 1896 (heute Bahnstrecke Ternopil–Kopytschynzi) sowie dem Abzweig nach Halicz im Zuge der Staatsbahnlinie Halicz–Ostrów-Berezowica im darauffolgenden Jahr (heute Teil der Bahnstrecke Stryj–Ternopil) bestimmt.

## Verwaltungsgliederung
Am 12. Juni 2020 wurde die Siedlung zum Zentrum der neugegründeten Siedlungsgemeinde Welyka Beresowyzja (Великоберезовицька селищна громада/Welykoberesowyzka selyschtschna hromada), zu dieser zählten auch die 12 in der untenstehenden Tabelle aufgelistetenen Dörfer, bis dahin bildete sie zusammen mit dem Dorf Kypjatschka die gleichnamige Siedlungsratsgemeinde Welyka Beresowyzja (Великоберезовицька селищна рада/Welykoberesowyzka selyschtschna rada) im Zentrum des Rajons Ternopil.
Folgende Orte sind neben dem Hauptort Welyka Beresowyzja Teil der Gemeinde:
| Name                     | Name        | Name                         | Name                 | Name |
| ukrainisch transkribiert | ukrainisch  | russisch                     | polnisch             |      |
| ------------------------ | ----------- | ---------------------------- | -------------------- | ---- |
| Buzniw                   | Буцнів      | Буцнев (Buznew)              | Bucniów              |      |
| Chatky                   | Хатки       | Хатки (Chatki)               | Chatki               |      |
| Jossypiwka               | Йосипівка   | Йосиповка (Jossipowka)       | Józefówka            |      |
| Kypjatschka              | Кип'ячка    | Кипячка (Kipjatschka)        | Kipiaczka            |      |
| Lutschka                 | Лучка       | Лучка                        | Łuczka               |      |
| Marjaniwka               | Мар'янівка  | Марьяновка (Marjanowka)      | Marjanka             |      |
| Myroljubiwka             | Миролюбівка | Миролюбовка (Miroljubowka)   | Czartorja, Czartorya |      |
| Myschkowytschi           | Мишковичі   | Мышковичи (Myschkowitschi)   | Myszkowice           |      |
| Nastassiw                | Настасів    | Настасов (Nastassow)         | Nastasów             |      |
| Ostriw                   | Острів      | Остров (Ostrow)              | Ostrów               |      |
| Petrykiw                 | Петриків    | Петриков (Petrikow)          | Petryków             |      |
| Seredynky                | Серединки   | Серединки (Seredinki)        | Seredynki            |      |
| Welyka Luka              | Велика Лука | Великая Лука (Welikaja Luka) | Łuka Wielka          |      |